# تومويوشي أونو
تومويوشي أونو (باليابانية: 小野 智吉) (12 أغسطس 1979 في يوكوهاما في اليابان – )؛ هو لاعب كرة قدم ياباني سابق كان يلعب كلاعب وسط.

## وصلات خارجية
- تومويوشي أونو على موقع رابطة كرة القدم اليابانية للمحترفين (اليابانية)
- تومويوشي أونو على موقع قاعدة بيانات كرة القدم.إي يو (الإنجليزية)
- تومويوشي أونو على موقع Soccerway.com (الإنجليزية)
- تومويوشي أونو على موقع عالم كرة القدم.نت (الإنجليزية)